# Anik G1
O Anik G1 é um satélite de comunicação geoestacionário canadense da série Anik construído pela Space Systems/Loral (SS/L). Ele está localizado na posição orbital de 107,3 graus de longitude oeste e é administrado pela Telesat Canada, com sede no Canadá. O satélite foi baseado na plataforma LS-1300 e sua expectativa de vida útil é de 15 anos.

## Objetivo
O lançamento do Anik G1 foi anunciado pela Telesat em 16 de abril de 2013.
O Anik G1 é um satélite de comunicação com três cargas diferentes que irão fornecer serviços de TV direct-to-home (DTH) para o Canadá, assim como banda larga, voz, dados e serviços de vídeo para a América do Sul, onde o crescimento econômico tem impulsionado uma alta demanda para serviços via satélite. Ele também é o primeiro satélite comercial com uma carga de banda X substancial para as comunicações governamentais nas Américas e para o Oceano Pacífico, incluindo o Havaí. O satélite foi colocado na posição orbital de 107,3 graus de longitude oeste, onde ele está localizado junto com o satélite Telesat Anik F1, duplicando os transponders de banda C e banda Ku servindo a América do Sul. Os testes em órbita foram feitos na posição orbital de 109 graus de longitude oeste.

## Lançamento
O satélite foi lançado com sucesso ao espaço no dia 15 de abril de 2013, às 18:36 UTC, por meio de um veículo Proton-M/Briz-M a partir do Cosmódromo de Baikonur, no Cazaquistão. Ele tinha uma massa de lançamento de 4905 kg.

## Capacidade e cobertura
O Anik G1 é equipado com 16 transponders em banda Ku para transmissões sobre o Canadá, 24 em banda C e 12 transponders em banda Ku cobrindo a América do Sul para prestar serviços ao domicílio direto e de telecomunicações. Primeira carga de banda X militar disponível a comercialização (3 transponders), com cobertura ao longo das Américas e do Oceano Pacífico, incluindo Havaí.